# Aodh mac Toirdhealbhaigh Óig
Aodh mac Toirdhelbhaigh Óig Ua Conchobhair Donn  (né en 1398 mort le 15 mai 1461)  est  Co-roi de Connacht et 3e chef de la lignée de Ua Conchobair Donn de 1439 à 1461.

## Origine
Aodh mac Toirdhelbhaigh Óig est le fils ainé de Toirdhealbhach Óg Donn mac Aodha meic Toirdhealbhaigh Ua Conchobhair Donn 

## Règne
Après la mort en 1439 de Cathal mac Ruaidhrí reconnu comme roi incontesté du Connacht en 1426, son cousin Aodh mac Toirdhelbhaigh Óig Ua Conchobhair Donn mais également Tadg mac Toirdhealbhaigh Ruaidh de la lignée Ua Conchobhair Ruaidh, sont reconnus comme « roi » respectivement par Brian mac Domnhaill Conchobhair Sligigh ( O'Conor Sligo) pour l'un, et pour l'autre par les descendants de Felim mac Aeda Ua Conchobair. Le conflit entre les deux branches des Ua Conchobhair se poursuit dans le  Connacht.
En 1461 Aed mac Toirrdelbach Óg Ua Conchobhair Donn, demi-roi de Connacht en opposition avec Tadg Ua Conchobair Ruaidh,  « digne d'être roi d'Irlande du fait de sa bienveillance et de son hospitalité envers les savants d'Irlande  » meurt à Ballintober, le 15 mai après avoir fait pénitence et reçu l'extrême onction à l'âge de soixante-trois ans, et est inhumé à Roscommon . Après sa mort le titre royal est de nouveau partagé entre trois co-rois: son frère Feidhlimidh Geangcach mac Toirdhealbhaigh Óig son co-régent Tagdh mac Toirdhealbhaigh Ruaidh (mort en 1464) et enfin Brian mac Briain Bhallaigh Ua Conchobair Ruaidh (1461-1462) tous deux issu des Ua Conchobhair Ruaidh.

## Postérité
Aodh laisse deux fils: 
- Ruaidhri tánaiste. mort en 1473
- Aodh Óg mac Aodha Ua Conchobair Donn, 7e chef des Ua Conchobhair Donn en 1485 - ?

## Sources
- (en) T.W Moody, F.X. Martin, F.J. Byrne A New History of Ireland IX Maps, Genealogies, Lists. A companion to Irish History part II . Oxford University Press réédition 2011  (ISBN 9780199593064). « O'Connors Ó Conchobhair Kings of Connacht 1183-1474  » p. 223-225 et généalogie n°28 et 29 (a)  p. 158-159.
- (en) Goddard Henry Orpen Ireland under the Normans Oxford at the Clarendon Press, 1968, vol. I à vol. IV
- (en) Art Cosgrove, A New History of Irland, Volume II  Medieval Ireland 1169-1534, Oxford, Oxford University Press, 2008, 1066 p. (ISBN 978-0-19-953970-3), p. 576-579 chapitre XX Ireland beyond Pale 1399-1460 :   Connacht: O’ Conchobhair Donn versus O’ Conchobhair Ruadh